# MTV (ボディアーマー)

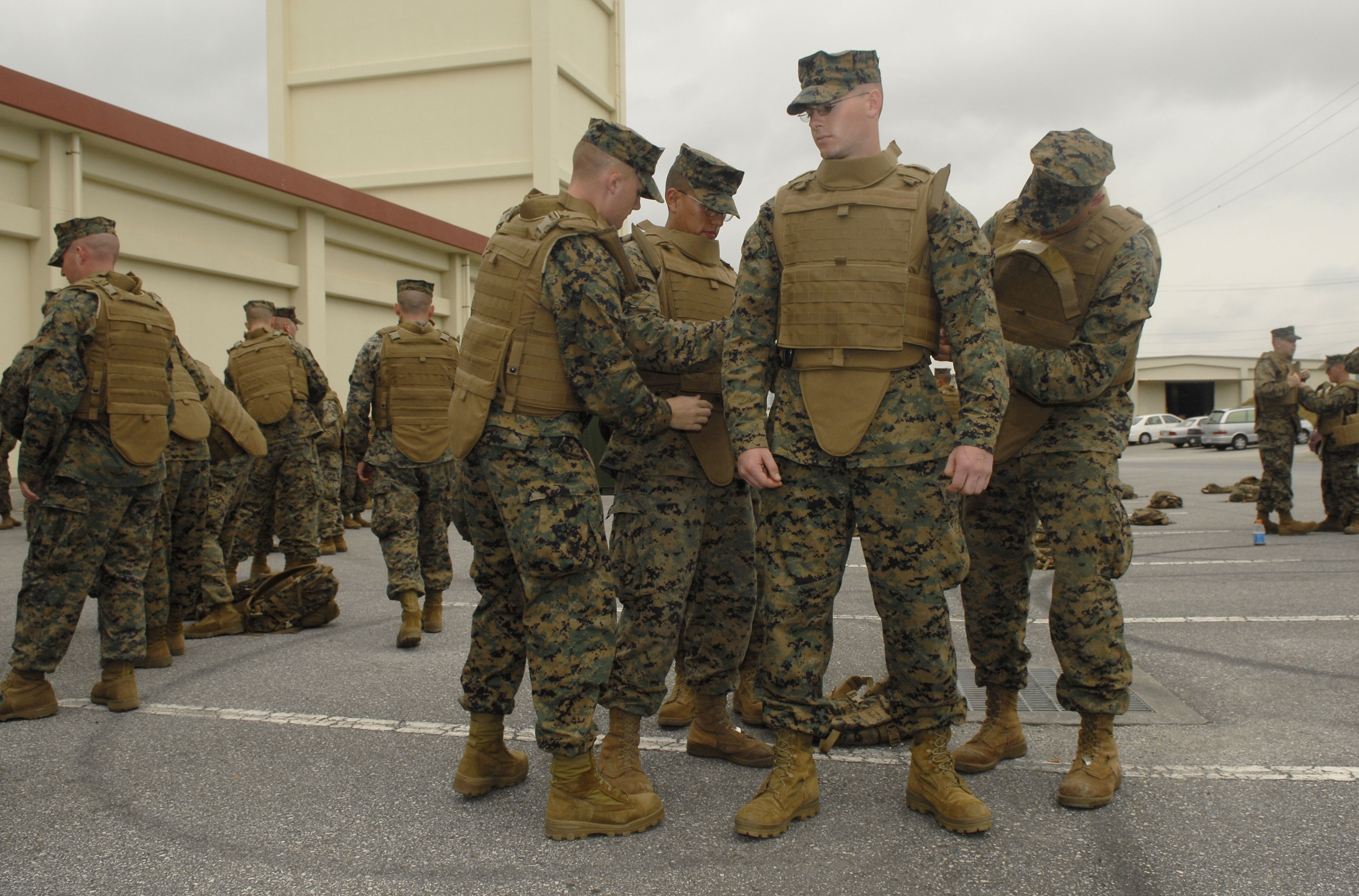
MTVを着用したアメリカ海兵隊員

MTV（Modular Tactical Vest、モジュラー・タクティカル・ベスト）は、アメリカ海兵隊で2006年から採用されているボディアーマーである。
インターセプターボディアーマー（IBA）の後継として開発され、防御力の向上やクイックリリースシステム（後述）の採用などを特徴としている。

## 概要
アメリカ海兵隊では、アメリカ同時多発テロ事件以降のアフガニスタン戦争やイラク戦争のような対テロ戦争の戦訓から、IBAよりも防御力と機能性の高いボディアーマーの開発に着手した。結果、約20社の競合企業の中からデザインを担当するTAG社、製造を担当するPPI社の2社が選定され、2006年にMTVとして採用された。
大きな期待を受けて採用されたMTVであったが、現場の兵士からの評判は極めて悪く、「重すぎて非実用的で機動性に欠ける」、「熱が篭り暑すぎる」、「プルオーバー型で着用時に顔や耳を傷つける」などの苦情が支給と同時に発生した。それを受けた海兵隊は2008年にMTVの調達を中止する決定を下し、わずか2年でMTVの調達は中止されることとなった。このような事態に対して海兵隊は、より軽量なSPCの配備を行うとともに機能性を改善した新型のMTVである「IMTV」の開発を決定し、これに対処している。

## 性能・機能

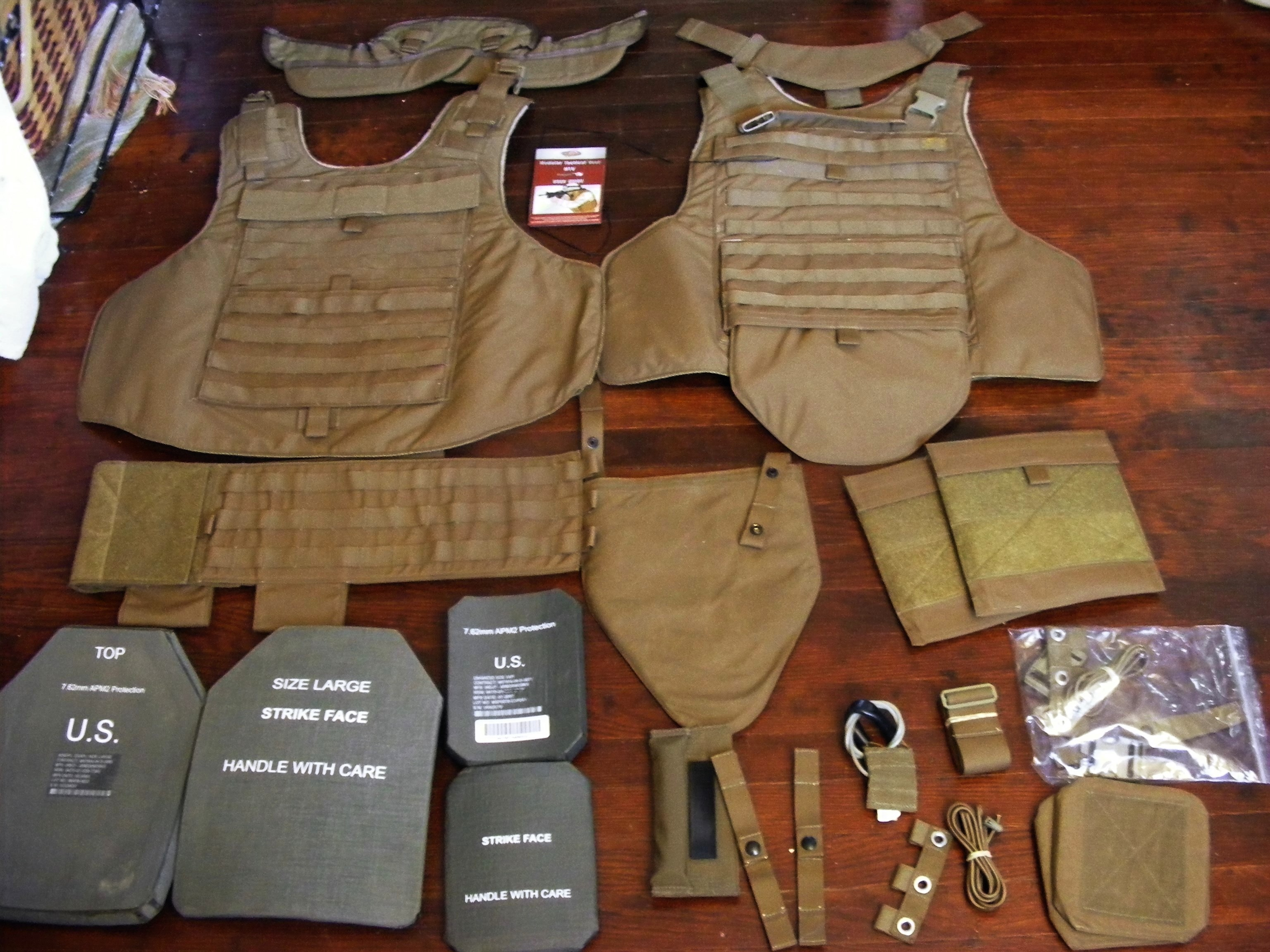
MTVの構成品

防御力
全体に対拳銃弾・対砲弾片用のソフトアーマーが内蔵されているほか、前面と背面および脇腹に対小銃弾用のSAPIプレート（トラウマプレート）を挿入することが可能な設計になっている。
IBAでは脇腹のプレート用ポケットはオプション装備であったが、MTVでは両側面のカマーバンド部分にポケットが標準装備されている。首を守るカラーアーマーや鼠蹊部を守るグローインアーマーも標準装備となっている。
重量
総重量は30ポンドに達しており、非常に重いため、より軽量なSPCと任務に応じて使い分ける方式が採用されている。
クイックリリース機能
クイックリリースとは、落水時や負傷時にプルタブを引くことによりボディアーマーの各パーツを連結しているワイヤーが引き抜かれることで瞬時にアーマーが分解される機能である。
1999年12月に発生したヘリコプター海上墜落事件で7名の兵士がボディアーマーを脱げずに溺死した教訓から開発されたシステムであり、2000年代初頭から特殊部隊向けのアーマーなどで採用されていたが、海兵隊の一般部隊向けに採用されたのはMTVが初であった。
PALSテープ
PALS（パルス）とは、タクティカルベストやボディアーマーに一定の間隔で縫い付けた布テープに各種装具を取り付けるシステムで、その使いやすさや装具取り付けの自由度から各国の軍や法執行機関で広く採用されている。
MTVの前面上部のPALSはテープの縦縫いの間隔が上下でずれているためポーチの取り付け位置の自由度が向上している。
着用方法
羽織るように着用していたIBAと異なり、頭から被るように着用するプルオーバー方式を採用している。固定に関しては背面の左右から伸びたカマーバンドを体に巻きつけて前面で固定するという方法を取っている。
観音開き式で何かに引っかかったときに前面が開放してしまうという不具合があったIBAの教訓から生まれた方式であったが、シューティンググラスや眼鏡、戦闘用ヘルメットを装備している状態で着用できない点や着用時に顔や耳を傷つけるという欠点があった。改良型のIMTVでは肩にバックルを追加することで、着用時に肩の連結を外して容易に着用できるように改善されている。